# Thecla xenophon
Thecla xenophon är en fjärilsart som beskrevs av Fabricius 1793. Thecla xenophon ingår i släktet Thecla och familjen juvelvingar. Inga underarter finns listade i Catalogue of Life.